# Ibridazione tecnologica
L'ibridazione tecnologica è una pratica che consiste nell'impegno innovativo di materiali e conoscenze tecniche mediante l'integrazione di componenti a basso contenuto tecnologico e/o appartenenti alla tradizione con elementi tecnologicamente complessi maturati spesso in contesti scientifici e geografici diversi. Il prodotto che ne consegue è detto ibrido o tecnologia ibrida. 

## Applicazione
Il concetto di ibridazione, preso a prestito da settori scientifici vicini alla biologia (vedi ibrido), può infatti applicato ad altri ambiti di ricerca come quello tecnologico. Non si tratta di puro accostamento e uso contemporaneo di tecnologie diverse né di un processo evolutivo di prodotto ma della visione del problema da un diverso punto di vista, con l'obiettivo ad esempio di creare una nuova specie di materiali e tecnologie innovative capaci di rispondere ad esigenze diverse con nuove prestazioni. 
Il prodotto ottenuto attraverso il processo di ibridazione tecnologica non costituisce una sommatoria di parti, ma è esso stesso un elemento finito nuovo con caratteristiche e prestazioni proprie. 
In tutti i settori scientifici in cui si attua l'ibridazione tecnologica si possono innescare ambiti di ricerca inediti che permettono di arrivare a innovazione sia di innovazione di processo che di prodotto. 
Il campo delle costruzioni rappresenta un settore adatto all'applicazione dell'ibridazione tecnologica con molteplici esempi, sia relativi alla messa a punto di processi di intervento innovativi che alla realizzazione di nuovi materiali. 
Tra gli esempi di innovazione di processo si possono citare il ricorso all'uso di tecniche non distruttive, anche sofisticate, per verificare lo stato di degrado di murature a basso contenuto tecnologico come quelle in terra o pietra presenti in molti contesti rurali, oppure l'uso di una pressa in alternativa a semplici forme lignee per la costipazione della terra quando si realizzano mattoni in terra cruda.
Rimanendo nel campo delle costruzioni in terra, se si aggiunge una piccola percentuale di cemento o calce all'impasto si realizzano mattoni in terra stabilizzata con caratteristiche di resistenza migliorata rispetto a quelli tradizionali e si ottiene così una innovazione di prodotto.

## Storia
In Italia l'applicazione di tale pratica in campo edilizio è stata teorizzata e messa in atto a partire dagli anni ottanta del XX secolo dal prof. Giorgio Ceragioli e dal gruppo di architetti torinesi della scuola di specializzazione in Tecnologia, architettura e città nei Paesi in via di sviluppo del Politecnico di Torino. Successivamente, anche a livello internazionale, l'utilizzo dell'ibridazione tecnologica nel campo dell'edilizia è stato considerato un mezzo per migliorare la sostenibilità ambientale degli edifici e per promuovere il pluralismo tecnolgico, integrando la moderna tecnologia edilizia con le tradizionali pratiche tecnologiche e con i saperi empirici delle popolazioni locali.
Il concetto è stato successivamente esteso ad altri campi quali il design, l'impiantistica (ad esempio nell'ambito della generazione di energia elettrica ) o ai trasporti.
Anche nelle arti visive, e in particolare nel cinema, la pratica della ibridazione tecnologica è stata ampiamente applicata, ad esempio nel periodo di transizione tra le tecnologie analogiche e l'attuale produzione cinematografica ormai sostanzialmente solo digitale. Il ruolo delle nuove tecnologie e il loro impatto sul processo creativo è stato oggetto di dibattito tra vari produttori e autori, tra i quali quelli che facevano riferimento a Dogma 95.